# Украинка (Вольнянский район)
Украинка (укр. Українка) — село,
Дружелюбовский сельский совет,
Вольнянский район,
Запорожская область,
Украина.
Код КОАТУУ — 2321581405. Население по переписи 2001 года составляло 336 человек.

## Географическое положение
Село Украинка находится на расстоянии в 0,5 км от села Матвеевка, в 1,5 км от села Новософиевка и в 4,5 км от города Вольнянск.
Рядом проходят автомобильная дорога Н-15 и
железная дорога, станция Янцево.

## История
- 1924 год — дата основания как село Никифоровка.
- В 1960 году переименовано в село Украинка.